# Renaissance (partito politico)
Renaissance (it: Rinascimento o Rinascita, sigla RE), noto fino al settembre 2022 come La République En Marche! (sigla LREM o LaREM) o semplicemente En Marche!, è un partito politico francese fondato nel 2016 da Emmanuel Macron, all'epoca ministro del governo di Manuel Valls e successivamente divenuto presidente della Repubblica francese. Nel settembre 2022 il partito ha cambiato nome assorbendo anche i partiti minori Territoires de Progrès e Agir.

## Storia
Il movimento En Marche! venne lanciato il 6 aprile 2016 dal ministro dell'economia del secondo Governo Valls Emmanuel Macron, fuoriuscito dal Partito Socialista. In precedenza, a febbraio dello stesso anno, Macron aveva fondato un'associazione denominata Association pour le renouvellement de la vie politique (ARVP), che fece da base per la nascita del nuovo partito.

### Elezioni del 2017
Nel novembre 2016 Macron annunciò la sua candidatura per le elezioni presidenziali del 2017. Al primo turno delle elezioni Macron riuscì a qualificarsi per il ballottaggio contro la leader del Front National, Marine Le Pen, da cui uscì in seguito vincitore con un ampio vantaggio. Dopo la sua elezione, Macron annunciò le sue dimissioni da presidente del partito e Catherine Barbaroux venne nominata sua sostituta ad interim.
In occasione delle elezioni legislative del 2017, il movimento venne rinominato "La République En Marche" e si è alleato con il Movimento Democratico centrista di François Bayrou. Vengono eletti sotto l'etichetta del partito 309 deputati all'Assemblea nazionale: tre di questi aderiscono poi al gruppo parlamentare del Movimento Democratico (Bruno Fuchs, Erwan Balanant e Philippe Berta), mentre M'jid El Guerrab è successivamente passato al gruppo dei non iscritti; viceversa, Thierry Solère, già esponente de I Repubblicani, ha aderito alla formazione di Macron; a questa ha aderito, altresì, Jean-Noël Barrot, già esponente del MoDem, pur restando all'interno di tale gruppo parlamentare.

## Ideologia
Renaissance si presenta come un partito sincretico e "pigliatutto", collocandosi al centro politico in alternativa sia alla destra che alla sinistra.
I valori rivendicati ufficialmente dal partito sono il rifiuto di ogni forma di conservatorismo ed un'adesione al progressismo. L'autodefinizione progressista che il partito dà di sé è messa in discussione da alcuni osservatori, etichettandolo come neoliberista. Altre caratteristiche ideologiche sono l'attaccamento all'integrazione europea ed il sostegno al federalismo continentale, l'ambientalismo, il sostegno all'adattamento dell'economia della Francia alla globalizzazione, l'impegno a moralizzare e modernizzare la vita politica francese.
È stato spesso paragonato al partito spagnolo Ciudadanos, il quale, inizialmente nato come soggetto centrista, è poi divenuto portatore di ideologie tendenti sempre più a destra dello spettro politico. Infatti, dopo la vittoria alle elezioni del 2017 ottenuta grazie a un voto trasversale, il partito di Macron ha progressivamente spostato l'orientamento verso centrodestra, a partire dalla nomina di Edouard Philippe a primo ministro, approfittando della sconfitta elettorale di François Fillon e proseguendo questa politica, sia economica che sociale, accogliendo fra le sue file militanti e figure di spicco del centrodestra tradizionale fino alle elezioni del 2022.

## Struttura

### Presidente onorario e segretario generale
| Ritratto | Presidente onorario / Segretario generale | Mandato           | Mandato   | Note |
| -------- | ----------------------------------------- | ----------------- | --------- | --- |
|          | Emmanuel Macron                           | 17 settembre 2022 | in carica | Presidente della Repubblica francese (dal 2017) |
|          | Stéphane Séjourné                         | 17 settembre 2022 | in carica | Presidente del gruppo Renew Europe al Parlamento europeo (2021-2024) Europarlamentare (2019-2024) Ministro dell'Europa e degli affari esteri (dal 2024) |
|          | Olivier Dussopt                           | 11 marzo 2024     | in carica | Ministro delegato ai conti pubblici (2020-2022) Ministro del lavoro (2022-2024) Deputato francese (da febbraio a giugno 2024)                           |

### Vicesegretari generali
| Ritratto | Vicesegretario generale | Mandato           | Mandato   | Note |
| -------- | ----------------------- | ----------------- | --------- | --- |
|          | Clément Beaune          | 17 settembre 2022 | in carica | Ministro delegato ai trasporti (2022-2024)                                                                       |
|          | Aurore Bergé            | 17 settembre 2022 | in carica | Ministro della solidarietà e della famiglia (dal 2023), Consigliere regionale dell'Île-de-France (dal 2021)      |
|          | Brigitte Bourguignon    | 17 settembre 2022 | in carica | Consigliere dipartimentale del Passo di Calais (dal 2021)                                                        |
|          | Pascal Canfin           | 17 settembre 2022 | in carica | Europarlamentare (dal 2019)                                                                                      |
|          | Bérangère Couillard     | 17 settembre 2022 | in carica | Ministro delegato incaricato della parità tra donne e uomini e della lotta contro la discriminazione (2023-2024) |
|          | Gérald Darmanin         | 17 settembre 2022 | in carica | Ministro dell'interno (dal 2020) e dei territori d'oltremare (dal 2022)                                          |
|          | Fabienne Keller         | 17 settembre 2022 | in carica | Europarlamentare (dal 2019)                                                                                      |
|          | Bruno Le Maire          | 17 settembre 2022 | in carica | Ministro dell'economia e delle finanze (dal 2017) e della sovranità industriale e del digitale (dal 2022)        |
|          | Marie Lebec             | 17 settembre 2022 | in carica | Ministro delegato ai rapporti con il Parlamento (dal 2024), Deputata francese (dal 2017)                         |
|          | Nathalie Nieson         | 17 settembre 2022 | in carica | Sindaco di Bourg-de-Péage (dal 2008)                                                                             |
|          | Franck Riester          | 17 settembre 2022 | in carica | Ministro delegato ai rapporti con il Parlamento (2022-2024)                                                      |

## Simboli

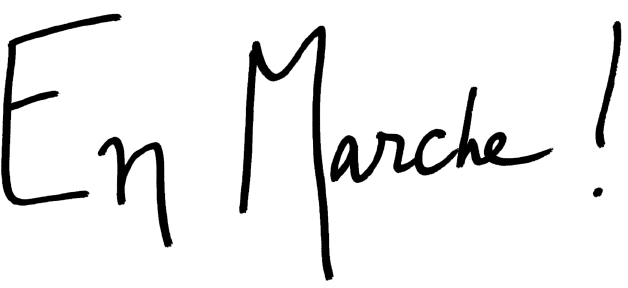
Logo dall'8 aprile 2016 al 7 febbraio 2017
Logo dal 9 febbraio al 7 maggio 2017
Logo dal 7 maggio 2017 al 2022
Logo dal 2022

## Risultati elettorali

### Elezioni presidenziali
| Anno | Candidato supportato | 1º Turno  | 1º Turno   | 2º Turno   | 2º Turno   |
| Anno | Candidato supportato | Voti      | %          | Voti       | %          |
| ---- | -------------------- | --------- | ---------- | ---------- | ---------- |
| 2017 | Emmanuel Macron      | 8.656.346 | 24,0 (1.º) | 20.743.128 | 66,1 (1.º) |
| 2022 | Emmanuel Macron      | 9.783.058 | 27,9 (1.º) | 18.768.639 | 58,5 (1.º) |

### Elezioni senatoriali
| Anno | Seggi vinti | +/- seggi |
| ---- | ----------- | --------- |
| 2017 | 21 / 348    |           |
| 2020 | 21 / 348    | Stabile   |
| 2023 | 22 / 348    | 1         |

### Elezioni legislative
| Anno | 1º Turno  | 1º Turno   | 1º Turno | 2º Turno  | 2º Turno   | 2º Turno | Seggi     | +/- | Status  |
| Anno | Voti      | %          | +/-      | Voti      | %          | +/-      | Seggi     | +/- | Status  |
| ---- | --------- | ---------- | -------- | --------- | ---------- | -------- | --------- | --- | ------- |
| 2017 | 6 391 269 | 28,2 (1.º) |          | 7 826 245 | 43,1 (1.º) |          | 308 / 577 |     | Governo |
| 2022 | 3 758 004 | 16,5 (2.º) | 11,7     | 5 227 183 | 25,2 (1.º) | 18,0     | 157 / 577 | 151 | Governo |
| 2024 | 3 949 583 | 12,3 (2.º) | 4,2      | 3 737 288 | 13,7 (2.º) | 11,5     | 92 / 577  | 65  | Governo |

### Elezioni europee
| Anno | Voti      | %          | +/- | Seggi   | +/- |
| ---- | --------- | ---------- | --- | ------- | --- |
| 2019 | 5 079 015 | 22,4 (2.º) |     | 23 / 74 |     |
| 2024 | 3 614 555 | 14,6 (2.º) | 7,8 | 13 / 81 | 10  |